# Casigua-El Cubo
Casigua El Cubo es una ciudad venezolana, capital del Municipio Jesús María Semprúm del Estado Zulia. Se encuentra situada al sur del Lago de Maracaibo, a orillas del Río Tarra.

## Etimología
La población recibe su nombre (El Cubo) de la forma del cerro El Cubo y El Mechurrio de 10 m de diámetro que se encuentra en esta capital.

## Historia
En el siglo XVI, después que Ambrosio Alfinger ocupara  Maracaibo, emprende una expedición hacia el sur por Perijá, antes llamada serranía de Itotes; en Ocaña muere al enfrentarse a los indígenas; su lugarteniente sigue hasta los valles de Cúcuta, desde donde regresa a Maracaibo describiendo las tierras y ríos atravesados.
La región alrededor de Casigua El Cubo se ha caracterizado por la presencia de indígenas de las etnias Barí y Yukpa.
El descubrimiento de petróleo en los Campos West Tarra y los Manueles potenció la economía de la población.
En 1995 surge el municipio Jesús María Semprún como división del Municipio Catatumbo y Casigua El Cubo se convierte en la capital del nuevo municipio.
De acuerdo con Reyber Parra Contreras (2012), Casigua - El Cubo fue fundada el 20 de marzo de 1914, cuando un grupo de trabajadores a cargo del ingeniero Pedro José Torres Arnáez, cumpliendo labores de prospección petrolera por encargo del Grupo Shell, inició la intervención del espacio natural sobre el cual surgiría la población de Casigua.
Primero apareció Puerto Paloma, ya que ese día el equipo de exploradores procedió a desforestar un tramo de la ribera del río Tarra, en el meandro que apunta hacia las colinas de El Cubo. Allí pernoctaron, conscientes del carácter estratégico del sitio, desde el cual tenían acceso directo al río. Este puerto sería aprovechado en el corto plazo para introducir en la zona los equipos de perforación, traídos del exterior —principalmente de Estados Unidos— y transportados desde el puerto de Maracaibo hasta Puerto Palo, en Encontrados, para luego ser movilizados por los ríos Catatumbo y Tarra mediante bongos, curiaras y lanchas con motores a gasolina, entre ellas La Paloma y Colón.
Aquel 20 de marzo de 1914, el grupo de trabajadores petroleros inició la construcción de una vía de acceso, desde Puerto Paloma hasta El Cubo. "Sobre aquella brecha (concebida inicialmente para el tendido de una línea férrea) fraguaría con el correr del tiempo la vía que hoy atraviesa extremo a extremo a Casigua, es decir, la que en línea recta va de Puerto Paloma hasta Sardinata, y desde allí en otro tramo recto abarca la calle Venezuela  hasta  La  Colina,  lugar  en  el  cual  el  relieve  se  altera  y,  en  consecuencia,  esta  vía  comienza  a ascender  hacia  la  urbanización  Latina  para llegar a su tramo final en El Cubo. Después de  1916, la vía iría expandiéndose hasta El Carmelo a medida en que fueron surgiendo los campos de la zona, entre ellos Las Cruces. Casigua crecería a ambos lados de esta vía, en un proceso gradual, estrechamente relacionado con el desarrollo de la industria petrolera en el distrito Colón" (Reyber Parra Contreras, 2012).

## Clima
Se caracteriza por tener un clima húmedo y caluroso. La precipitación se incrementa de norte a sur de este a oeste en un promedio de 2000 mm. La causante de humedad en el municipio es la sobresaturación de agua.

## Hidrografía
Casigua El Cubo se encuentra a orillas del Río Tarra el cual es navegable durante todo el año y constituye una vía comercial y proporciona recursos pesqueros a la población.

## Vías de comunicación
Casigua El Cubo se encuentra a 10 kilómetros de la Troncal 6 la cual la conecta a su vez con otras poblaciones del estado a través de la carretera Machiques Colón. Tiene también vías de acceso a través de la carretera Vía El 33. Cuenta con el antiguo Aeropuerto El Cubo ubicado en el Batallón de ejército Celedonio Sánchez, el cual se encuentra ubicado vía Río Puerto Paloma, cuyo río también es una vía de acceso fluvial.

## Economía local
La ganadería, el cultivo de palma aceitera africana, la pesca y la industria petrolera constituyen los principales recursos económicos de Casigua - El Cubo.

## Sitios de Referencia
- Iglesia Santísima Trinidad
- Río Puerto Paloma
- Aeródromo de Casigua El Cubo
- Alcaldía municipal
- Plaza Bolívar

## Fiestas Patronales
Día de la Virgen Del Carmen (16 de julio)
Fiestas de San Benito (26 y 27 de diciembre)

## El Relámpago o Faro del Catatumbo
Es oportuno señalar que una vez formado el petróleo en el subsuelo zuliano, empezó con ello una serie de fenómenos físico-químicos resultantes de la emanación de gases y que al expandirse en la atmósfera diera lugar al muy mencionado como singular fenómeno, denominado el relámpago del Catatumbo. Si en ello tuvo que ver la presencia del aceite negro, este fenómeno tuvo que presentarse a finales del cretáceo y principios de la era cuaternaria.
Conocido también como el faro de Maracaibo, es un fenómeno que se puede observar todas las noches hacia el suroeste de la barra de Maracaibo. Su ubicación está posiblemente asentada sobre la confluencia de los ríos Zulia y Catatumbo.
Este fenómeno consiste en un relámpago de luz que en forma periódica y muy brillante, se presenta todas las noches en la parte celeste del área indicada. Este fenómeno es ajeno a cualquier clase de ruido atmosférico, aun cuando la voz popular afirma la existencia de un ruido sordo, subterráneo en el lugar en que aparentemente se presenta el fenómeno. 
Parece ser que el relámpago se produce a una altura muy considerable, que tal vez sea de unos 10 km aproximadamente. Por ello es siempre localizado y observado desde sitios muy distantes como Aruba y la península de Paraguaná. Los pasajeros de aviones comerciales que viajan frente a las costas venezolanas pueden observar a plenitud este interesante fulgor, y para los aviadores es excelente guía que les indica que ya están próximos a Maracaibo. Igualmente los navegantes y pescadores que se desplazan por las aguas del Golfo de Venezuela lo tienen como faro natural que les indica la ruta a seguir. No hay todavía una explicación clara sobre el Relámpago del Catatumbo, aun cuando los científicos trata de explicarlo como la acumulación de gases de naturaleza altamente inflamable, que al desprenderse en masas muy abundantes y densas hacia la atmósfera y entrar en contacto con cargas electromagnéticas, tiene como resultado inmediato el incendio intermitente de la chispa conocida como El Relámpago del Catatumbo o faro de Maracaibo. Este fenómeno natural aparentemente es único en el mundo. Debe haber algo especial en la atmósfera de la región en la que se forma, pues no hay noticia que en otros países petroleros del mundo se haya presentado en alguna oportunidad este fenómeno tan atrayente. De la época de la Conquista y de la Colonia apenas si hay algunas referencias esporádicas acerca de su presencia; pero en todo caso, los pueblos aborígenes lo tomaban como una manifestación de las divinidades que ellos adoraban.